# Карагандинская кондитерская фабрика
АО «Конфеты Караганды» (Карагандинская кондитерская фабрика) — одно из крупнейших кондитерских предприятий Казахстана, мощностью 30 000 тонн.

## История
Фабрика была запущена в ноябре 1956 года. Впервые кондитерские изделия (карамельные «подушечки») в Караганде начали производить ещё в годы Великой Отечественной войны на оборудовании, привезённом в декабре 1941 года из Астрахани. В 1970-х Карагандинская кондитерская фабрика первой из всех предприятий Советского Союза, работающих в этой отрасли, была награждена Орденом Трудового Красного Знамени.

## Деятельность
В 1996 году кондитерская фабрика была выкуплена английской компанией UIG Limited. В 2013 году постановлением правительства были определены 8 системообразующих предприятий Карагандинской области на предмет мониторинга казахстанского содержания, в число которых, наряду с «АрселорМиттал Темиртау», «Казахмыс», АО «Евразиан Фудс», АО ИП «Эфес Караганда пивоваренный завод», Central Asia Cement, Kazcentrelectroprovod, ТОО «Карагандарезинотехника», вошло и АО «Конфеты Караганды».

## Продукция
Самыми популярными конфетами были конфеты «Мишка на Севере».

## Адрес
100014 Караганда, Казыбекбийский район, ул. Гоголя, 86.

## [3]Примечания
1. 1 2  Ивахникова, Римма (7 апреля 2014). Кого потянуло на сладкое?. ИнформБюро. Архивировано 4 марта 2016. Дата обращения: 27 февраля 2016.
2. ↑  В Карту индустриализации Казахстана от Карагандинской области включено 75 проектов на сумму более 474 млрд тенге. Интерфакс-Казахстан (8 октября 2013). Дата обращения: 11 февраля 2016. Архивировано 5 марта 2016 года.
3. ↑  В Карту индустриализации Казахстана от Карагандинской области включено 75 проектов на сумму более 474 млрд тенге. web.archive.org (3 марта 2022). Дата обращения: 3 марта 2022. Архивировано 3 марта 2022 года.